# نيكولين أرا
نيكولين أرا (بالألبانية: Nikolin Arra‏) مواليد 1 يونيو 1991 في شقودرة، هو لاعب كرة سلة ألباني. بدأ مسيرته الاحترافية في سنة 2010. يلعب مع نادي فلازنيا لكرة السلة. يحمل الرقم 22. يبلغ طوله 6 قدم 8 بوصة (2.0 م).

## المسيرة الاحترافية
لعب مع نادي كامزا لكرة السلة في موسم 2011–2012، ثم لعب مع نادي تيرانا لكرة السلة في موسم 2012–2013، ثم لعب مع نادي فلازنيا لكرة السلة في سنة 2013.

## روابط خارجية
- نيكولين أرا على موقع كرة السلة الأوروبية.كوم (الإنجليزية)
- نيكولين أرا على موقع ريلجم (الإنجليزية)
- نيكولين أرا على موقع بروبوليرز (الإنجليزية)